# 규제개혁위원회
규제개혁위원회는 기존규제의 재검토 및 신설 강화 규제의 사전심사 등을 위해 설립한 대통령 소속기관이다. 국무총리와 함께 업무를 추진하는 민간공동위원장은 장관급으로 임명된다.

## 연혁
- 1993년 행정쇄신위원회 발족
- 1998년 s:행정규제기본법 제정, 대통령 소속으로 규제개혁위원회(위원장:국무총리 및 민간위원장)을 발족(1998. 4. 16)
- 2004년 민관합동의 규제개혁기획단 설치(2004. 8. 27)
- 2006년 규제개혁위원회의 정원을 20인에서 25인으로 확대(2006. 6. 30)

## 설치근거 및 목적
정부의 규제정책을 심의ㆍ조정하고 규제의 심사ㆍ정비 등에 관한 사항의 종합적 추진을 위하여 대통령 직속으로 규제개혁위원회를 설치(98.4.18.[행정규제기본법] 제23조)

## 기능
- 규제정책의 기본방향과 규제제도의 연구 발전
- 규제의 신설ㆍ강화 등에 대한 심사
- 기존 규제의 심사, 규제정비 종합계획의 수립ㆍ시행
- 규제의 등록ㆍ공표
- 규제개선에 관한 의견수렴 및 처리
- 각급 행정기관의 규제개선실태에 대한 점검ㆍ평가 등

## 구성
- 총 22인으로 구성<개정 2005·12·29>
  - 국무총리(당연직 위원장)
  - 민간공동위원장 1인
  - 민간위원 14인
  - 정부위원 6인(기획재정부장관, 행정안전부장관, 지식경제부장관, 국무총리실장, 공정거래위원회 위원장, 법제처장)

## 회의운영

### 회의소집
위원장은 회의의 일시·장소 및 부의사항을 정하여 회의 개최일 7일 전까지 각 위원에게 서면으로 통지하며, 회의는 격주 개최를 원칙으로 하되 필요시 매주 개최

### 의결
재적위원 과반수의 찬성으로 의결

### 회의공개
위원회의 회의는 공개를 원칙으로 함. 다만, 위원장이 공익보호나 기타 사유를 필요하다고 인정할 때 위원회의 의결로써 공개하지 않을 수 있음

### 회의출석
회의 심의안건과 관련이 있는 중앙행정기관의 장은 위원회에 출석하여 발언할 수 있으며, 관계 행정기관의 장은 규제의 심사 등과 관련하여 소속 공무원 또는 관계전문가로 하여금 위원회에 출석하여 그 의견을 진술하게 하거나 필요한 자료를 제출할 수 있음, 또한 규제개혁위원회의 전문위원 및 조사요원도 필요한 경우 위원회에 출석하여 발언할 수 있음.

### 조정 및 의견청취
위원회는 그 기능을 수행함에 있어서 필요하다고 인정할 때에는 관계 행정기관에 대해 설명 또는 자료·서류 등의 제출을 요구할 수 있고, 이해관계인ㆍ참고인 또는 관계 공무원의 출석 및 의견 진술을 요구할 수 있으며, 관계 행정기관 등에 대한 실지 조사등의 조치를 할 수 있음

## 심사과정
- 모든 중앙행정기관은 법령 제·개정시 규제사항에 대해 규제개혁위원회의 심사를 받도록 행정규제기본법상 의무화
  - 규제영향분석서를 작성한 후 중앙행정기관내 자체 규제심사위원회의 심사를 거쳐 규제개혁위원회에 제출
- 규제개혁위원회는 부처에서 제출한 규제영향분석서 등을 기초로 신설·강화 규제의 타당성 여부를 심사하고 필요하다고 인정되는 경우에는 규제의 신설 또는 강화를 철회하거나 개선하도록 권고
- 규제개혁위원회의 심사를 받지 않고는 규제를 신설 또는 강화하여서는 아니되며, 법령안의 법제처 심의 및 국무회의 상정시 위원회의 심사의견을 첨부하여야 함

## 참조
- 규제개혁위원회 홈페이지
- “좌파 성향 정부는 규제가 많다”[깨진 링크(과거 내용 찾기)]